# Biskupi tyraspolscy
Biskupi tyraspolscy - lista biskupów ordynariuszy i sufraganów diecezji tyraspolskiej

## Ordynariusze
| L.p. | Lata rządów                           | Tytuł | Imię i nazwisko     | Uwagi                                                                                                 |
| ---- | ------------------------------------- | ----- | ------------------- | --- |
| *    | 3 lipca 1848 - 20 maja 1850           |       |                     | sede vacante                                                                                          |
| 1.   | 20 maja 1850 - 18 października 1864   | bp    | Ferdinand Kahn      | Zmarł w 1864 r.                                                                                       |
| *    | 18 października 1864 - 23 lutego 1872 | bp    | Wincenty Lipski     | administrator apostolski                                                                              |
| 2.   | 23 lutego 1872 - 18 grudnia 1889      | bp    | Franz Zottmann      | Zrezygnował z kierowania diecezją w 1889 r., zmarł w 1901 r.                                          |
| 3.   | 18 grudnia 1889 - 6 czerwca 1902      | bp    | Anton Zerr          | Zrezygnował z rządów diecezją w 1902 r., zmarł w 1932 r.                                              |
| 4.   | 9 czerwca 1902 - 9 listopada 1903     | bp    | Edward von Ropp     | Przeniesiony na urząd biskupa wileńskiego.                                                            |
| 5.   | 7 kwietnia 1904 - 27 listopada 1929   | bp    | Josef Alois Kessler | Zrezygnował z kierowania diecezją w wyniku nieprzychylnej polityki władz radzieckich; zmarł w 1933 r. |

## Sufragani
- 18 września 1856 - 13 grudnia 1875: bp Wincenty Lipski, biskup tytularny Jonopolis
- 15 marca 1883 - 18 grudnia 1889: bp Anton Zerr, biskup tytularny Diocletianopolis in Palestina